# Fernando José (político)
Fernando Miguel Catarino José (26 de agosto de 1972) é um deputado e político português. Ele é deputado à Assembleia da República na XIV legislatura pelo Partido Socialista. Ele é subdiretor-geral do Emprego e das Relações de Trabalho. Foi cabeça de lista do PS à Câmara Municipal de Setúbal nas eleições autárquicas de 2021, perdendo para o candidato da CDU, André Martins, tendo sido eleito vereador para o mandato 2021-2025.